# Hans-Georg Thienemann
Hans-Georg Thienemann (* 16. Mai 1909 in Rossitten (Ostpreußen); † 24. Oktober 1965 in Duisburg) war ein deutscher Biologe und Direktor des Duisburger Tierparks (heute Zoo Duisburg).

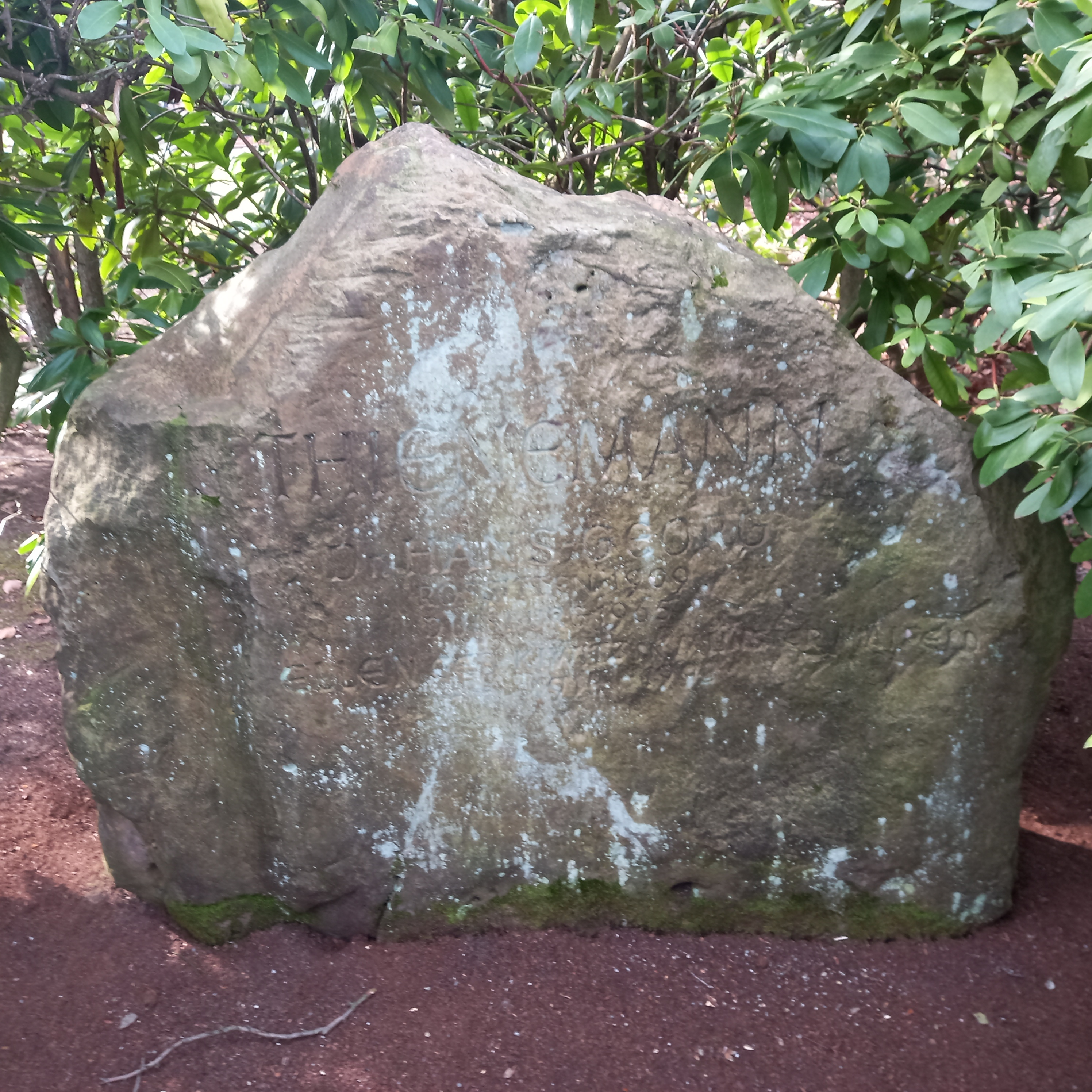
Das Grab von Hans-Georg Thienemann und seiner Ehefrau Ellen auf dem Waldfriedhof Duisburg

## Leben
Als Sohn des Ornithologen Johannes Thienemann wurde Hans-Georg Thienemann in Rossitten (dem heutigen Rybatschi in Russland) im damaligen Ostpreußen geboren. Nach einem Biologiestudium in Tübingen, Königsberg und Kiel mit abgeschlossener Promotion im Jahr 1936 war er kurzzeitig als Wissenschaftlicher Assistent in den Zoos von Köln und Berlin tätig, bevor er von 1939 bis 1943 die Leitung des Tiergartens in Königsberg (dem heutigen Kaliningrad) übernahm. Nach dem Ende des Zweiten Weltkriegs wurde ihm im Jahre 1946 der Direktorenposten im Duisburger Tierpark, dem heutigen Zoo Duisburg, übertragen. Zu Beginn seiner Amtszeit galt es den im Kriegsverlauf nahezu vollends zerstörten Tierpark, in dem nur eine Handvoll Tiere überlebten und ebenso wenige Mitarbeiter arbeiteten, neu aufzubauen. Mit Gastspielen von Zirkussen, Kleintier-Zuchtvereinen und Puppenspielern sowie regelmäßigen Gartenkonzerten wurden Besucher gelockt und Gelder eingenommen, um neue Tieranlagen zu bauen. In diesen lebten anfangs vornehmlich Leihtiere, insbesondere aus dem Münchener Tierpark Hellabrunn.
Nach und nach wurden im Krieg zerstörte Häuser und Anlagen wieder aufgebaut bzw. neu errichtet. So auch das noch heute bestehende Aquarium, das als das älteste Gebäude des Zoo Duisburg gilt. In nur wenigen Jahren konnte Thienemann wieder einen Tierbestand von gut 500 Individuen in 150 Arten aufbauen. Die Besucherzahlen stiegen stetig und bereits Mitte der 1950er Jahre konnten erstmals mehr als 500.000 Besucher gezählt werden.
Viele weitere Anlagen entstanden, die z. T. bis in die 2020er Jahre das Erscheinungsbild des Zoo Duisburg prägen, wie z. B. die Kamel-Anlage, die Milu-Anlage oder die Becken der Seelöwen und Seehunde. Das bedeutendste Bauwerk seiner Zeit war das Elefanten- und Giraffenhaus, das zuletzt ausschließlich der Haltung von Elefanten diente.
In Thienemanns Ära fiel die Erweiterung des Zoos auf die Ostseite der Autobahn A3, wo auf einem Erweiterungsgelände von ca. 5 ha unter anderem eine Tiger-Anlage sowie das Äquatorium, das seinerzeit größte Affenhaus der Welt, entstanden. Auch eröffnete Thienemann 1965 das erste Delfinarium in Deutschland, das unter seinem Amtsnachfolger Dr. Wolfgang Gewalt die weitere Entwicklung des Zoo Duisburg prägte.
Thienemann starb im Jahr 1965 im Alter von 59 Jahren an einem Schlaganfall. Bis zu seinem Tode gelang es ihm den Duisburger Tierpark auf eine Fläche von über 15 ha zu vergrößern, mit 63 Mitarbeitern, nahezu 4.000 Tieren in mehr als 600 Tierarten und über 700.000 Besuchern pro Jahr.